# Командний чемпіонат світу зі спортивної ходьби
Командний чемпіонат світу зі спортивної ходьби — регулярні змагання з шосейної спортивної ходьби, що проводяться Світовою легкою атлетикою раз на два роки (за винятком змагань 1970, 1973 та 2002 років, які проводились через 3 роки після попередніх, та 4-річної перерви між чемпіонатами 2018 та 2022 років).

## Історія
ІААФ вперше організувала зазначені змагання 1961 року. Місцем проведення першого Кубку був обраний швейцарський Лугано, внаслідок чого до 1975 року включно змагання мали назву «Кубок Лугано» (англ. Lugano Cup). Протягом 1977—2014 змагання називалися «Кубок світу ІААФ зі спортивної ходьби» (англ. IAAF World Race Walking Cup). Починаючи з 2016, змагання мають свою теперішню назву — «Командний чемпіонат світу зі спортивної ходьби».
Перші 13 Кубків світу (до 1985 року включно) включали в програму відбіркові змагання, що проводились зонально в європейських містах, як правило за 1—2 місяці до фінального старту.
Упродовж 1961—1977 старти проводились лише серед чоловіків на дистанціях 20 та 50 кілометрів. Жіноча дисципліна (5 кілометрів) була вперше включена до офіційної програми змагань 1979 року (Кубки 1975 та 1977 років також включали старти жінок, але як показові). Починаючи з Кубку-1983, жіноча дистанція була збільшена вдвічі — до 10 кілометрів, а з 1999 року — ще вдвічі (до 20 кілометрів). На чемпіонаті 2016 року жінки також вперше в історії змагань виступали на дистанції 50 кілометрів. Щоправда дисципліна носила показовий статус. На наступному чемпіонаті 2018 року 50-кілометрова дистанція у жінок і чоловіків востаннє була включена до офіційної програми змагань. Починаючи з 2022, на заміну 50-кілометровій дистанції ходьби прийде ходьба на 35 км.
Починаючи з 2004, на чемпіонаті розігрують нагороди на 10-кілометровій дистанції ходьби також і юніори.
Оскільки першість є командною, то в кожній з шести дисциплін визначається команда-переможець. Для цього складаються місця, які посідають найкращі представники кожної країни. Командне чемпіонство в межах кожної дисципліни почало визначатися з Кубку 1993 року (для юніорів — з 2004 року).
До Кубку 1997 року включно командна першість визначалась у жінок з врученням країні-переможниці Кубку Ешборна (англ. Eschborn Cup), а у чоловіків — на підставі загальних виступів у двох дисциплінах (20 і 50 км) з врученням країні-переможниці Трофею Лугано (англ. Lugano Trophy).

## Формат
У змаганнях беруть участь легкоатлети, які представляють національні федерації, що входять до Світової легкої атлетики.
Програма змагань включає по три дисципліни спортивної ходьби по шосе у чоловіків і жінок: 10 кілометрів (серед юніорів), а також 20 і 35 кілометрів у дорослих.
У юніорських заходах мають право брати участь атлети, яким у рік проведення змагань виповнилося або виповниться 16, 17, 18 або 19 років. У заходах дорослих на 20 км можуть бути заявлені атлети, яким у рік проведення змагань виповнилося або виповниться принаймні 18 років, а для заходів на 35 км — принаймні 20 років.
Від країни може брати участь максимум 5 атлетів у кожному дорослому заході та 3 — у кожному юніорському заході.
Оскільки першість є командною, то в кожній з шести дисциплін визначається команда-переможець. Командне місце кожної країни визначається у дорослому зах́оді за сумою місць перших трьох фінішерів, а у юніорському зах́оді — за сумою перших двох фінішерів. Чим меншою виходитиме така сума, тим вищою є позиція країни в підсумковому протоколі.
За перші три призові місця у командному заліку кожен член відповідної команди, який здолав дистанцію та не був дискваліфікований, отримує медаль. Крім нагородження членів перших трьох команд за підсумками командного заліку, перші троє атлетів у кожній дисципліні окремо отримують золоту, срібну на бронзову медалі в межах індивідуального заліку.

## Першості
| Рік     | Місто-господар | Дати проведення | Країни | Атлети |
| ------- | -------------- | --------------- | ------ | ------ |
| 1961    | Лугано         | 14-15 жовтня    | 4/10   | 24     |
| 1963    | Варезе         | 12-13 жовтня    | 6/12   | 36     |
| 1965    | Пескара        | 9-10 жовтня     | 7/11   | 42     |
| 1967    | Бад-Зааров     | 15 жовтня       | 8/14   | 48     |
| 1970    | Ешборн         | 10-11 жовтня    | 8/14   | 60     |
| 1973    | Лугано         | 12-13 жовтня    | 9/18   | 68     |
| 1975    | Ле-Гран-Кевії  | 11-12 жовтня    | 9/14   | 109    |
| 1977    | Мілтон-Кінз    | 24-25 жовтня    | 15/19  | 119    |
| 1979    | Ешборн         | 29-30 жовтня    | 18/21  | 147    |
| 1981    | Валенсія       | 3-4 жовтня      | 18/23  | 160    |
| 1983    | Берген         | 24-25 вересня   | 18/21  | 169    |
| 1985    | Сент-Джонс     | 28-29 вересня   | 18/26  | 158    |
| 1987    | Нью-Йорк       | 2-3 травня      | 36     | 326    |
| 1989    | Оспіталет      | 27-28 травня    | 33     | 341    |
| 1991    | Сан-Хосе       | 1-2 червня      | 33     | 309    |
| 1993    | Монтеррей      | 24-25 квітня    | 36     | 304    |
| 1995    | Пекін          | 29-30 квітня    | 36     | 330    |
| 1997    | Подєбради      | 19-20 квітня    | 47     | 365    |
| 1999    | Мезідон-Канон  | 1-2 травня      | 57     | 372    |
| 2002    | Турин          | 12-13 жовтня    | 51     | 298    |
| 2004    | Наумбург       | 1-2 травня      | 54     | 424    |
| 2006    | Ла-Корунья     | 13-14 травня    | 58     | 393    |
| 2008    | Чебоксари      | 10-11 травня    | 53     | 430    |
| 2010    | Чіуауа         | 15-16 травня    | 42     | 264    |
| 2012    | Саранськ       | 12-13 травня    | 61     | 456    |
| 2014    | Тайцан         | 3-4 травня      | 48     | 349    |
| 2016    | Рим[a]         | 7-8 травня      | 55     | 398    |
| 2018    | Тайцан         | 5-6 травня      | 46     | 362    |
| 2022[b] | Маскат         | 4-5 березня     | 40     | 280    |
| 2024    | Анталія        | 21 квітня       |        |        |
| 2026    | Бразилія       | 12 квітня       |        |        |

a  Командний чемпіонат 2016 року був спочатку запланований до проведення в Чебоксарах. Проте, у зв'язку із зупиненням 13 листопада 2015 членства Всеросійської федерації легкої атлетики в ІААФ (що унеможливлювало проведення чемпіонату в Росії), Світова легка атлетика передала право проведення змагань Риму.

b  Наступний, після Тайцана-2018, командний чемпіонат світу зі спортивної ходьби був спочатку запланований до проведення 2020 року в Мінську. Проте, змагання спочатку були перенесені через пандемію COVID-19. А згодом, через хвилю протестних рухів у Білорусі, право змагань було передано Маскату.

## Командна першість
- Інформація наведена по командний чемпіонат світу 2018 включно.

### Чоловіки
| Країна          | 1 | 2 | 3 | Загалом |
| --------------- | - | - | - | ------- |
| НДР             | 5 | 2 | 2 | 9       |
| СРСР            | 4 | 6 | 0 | 10      |
| Мексика         | 4 | 1 | 3 | 8       |
| Італія          | 2 | 4 | 5 | 11      |
| Велика Британія | 2 | 1 | 1 | 4       |
| Росія           | 1 | 0 | 0 | 1       |
| Швеція          | 0 | 1 | 1 | 2       |
| Угорщина        | 0 | 1 | 1 | 2       |
| Німеччина       | 0 | 1 | 0 | 1       |
| Іспанія         | 0 | 1 | 0 | 1       |
| ФРН             | 0 | 0 | 2 | 2       |
| Франція         | 0 | 0 | 1 | 1       |
| КНР             | 0 | 0 | 1 | 1       |
| Білорусь        | 0 | 0 | 1 | 1       |

| Країна    | 1 | 2 | 3 | Загалом |
| --------- | - | - | - | ------- |
| КНР       | 5 | 1 | 2 | 7       |
| Росія     | 4 | 1 | 1 | 6       |
| Мексика   | 1 | 1 | 3 | 5       |
| Іспанія   | 1 | 1 | 1 | 3       |
| Україна   | 1 | 1 | 0 | 2       |
| Іспанія   | 1 | 1 | 1 | 3       |
| Японія    | 1 | 0 | 1 | 2       |
| Італія    | 0 | 3 | 2 | 4       |
| Білорусь  | 0 | 2 | 0 | 2       |
| Австралія | 0 | 1 | 2 | 3       |
| Еквадор   | 0 | 1 | 1 | 2       |
| Канада    | 0 | 1 | 0 | 1       |

| Країна     | 1 | 2 | 3 | Загалом |
| ---------- | - | - | - | ------- |
| Росія      | 5 | 1 | 1 | 6       |
| Мексика    | 2 | 2 | 1 | 5       |
| КНР        | 2 | 1 | 3 | 6       |
| Італія     | 2 | 0 | 0 | 2       |
| Іспанія    | 1 | 2 | 5 | 8       |
| Японія     | 1 | 0 | 0 | 1       |
| Україна    | 0 | 4 | 0 | 4       |
| Франція    | 0 | 1 | 1 | 2       |
| Польща     | 0 | 1 | 1 | 2       |
| Словаччина | 0 | 1 | 0 | 1       |
| Німеччина  | 0 | 0 | 1 | 1       |

| Країна    | 1 | 2 | 3 | Загалом |
| --------- | - | - | - | ------- |
| Росія     | 4 | 1 | 0 | 5       |
| КНР       | 2 | 2 | 2 | 6       |
| Мексика   | 2 | 0 | 0 | 2       |
| Іспанія   | 0 | 1 | 2 | 3       |
| Колумбія  | 0 | 1 | 1 | 2       |
| Японія    | 0 | 1 | 1 | 2       |
| Білорусь  | 0 | 1 | 0 | 1       |
| Перу      | 0 | 1 | 0 | 1       |
| Австралія | 0 | 0 | 2 | 2       |

### Жінки
| Країна          | 1 | 2 | 3 | Загалом |
| --------------- | - | - | - | ------- |
| КНР             | 7 | 4 | 3 | 14      |
| Росія           | 5 | 3 | 2 | 10      |
| СРСР            | 4 | 2 | 0 | 6       |
| Італія          | 1 | 5 | 1 | 7       |
| Іспанія         | 1 | 2 | 3 | 5       |
| Португалія      | 1 | 1 | 1 | 3       |
| Велика Британія | 1 | 0 | 0 | 1       |
| Швеція          | 0 | 2 | 0 | 2       |
| Австралія       | 0 | 1 | 3 | 4       |
| Мексика         | 0 | 0 | 2 | 2       |
| Румунія         | 0 | 0 | 2 | 2       |
| Норвегія        | 0 | 0 | 1 | 1       |
| Канада          | 0 | 0 | 1 | 1       |
| Білорусь        | 0 | 0 | 1 | 1       |
| Колумбія        | 0 | 0 | 1 | 1       |

| Країна  | 1 | 2 | 3 | Загалом |
| ------- | - | - | - | ------- |
| КНР     | 1 | 0 | 0 | 1       |
| Еквадор | 0 | 1 | 0 | 1       |
| Україна | 0 | 0 | 1 | 1       |

| Країна    | 1 | 2 | 3 | Загалом |
| --------- | - | - | - | ------- |
| Росія     | 4 | 1 | 0 | 5       |
| КНР       | 4 | 0 | 1 | 5       |
| Колумбія  | 0 | 1 | 1 | 2       |
| Польща    | 0 | 1 | 0 | 1       |
| Україна   | 0 | 1 | 0 | 1       |
| Румунія   | 0 | 1 | 0 | 1       |
| Іспанія   | 0 | 1 | 0 | 1       |
| Мексика   | 0 | 1 | 0 | 1       |
| Еквадор   | 0 | 1 | 0 | 1       |
| Австралія | 0 | 0 | 2 | 2       |
| Греція    | 0 | 0 | 1 | 1       |
| Білорусь  | 0 | 0 | 1 | 1       |
| Італія    | 0 | 0 | 1 | 1       |
| Туреччина | 0 | 0 | 1 | 1       |

## Мультимедалісти
- Таблиці враховують лише медалі, здобуті в індивідуальному заліку.
- Інформація наведена по командний чемпіонат світу 2018 включно.
- Вказані спортсмени, які здобули 3 та більше медалей.

### Чоловіки
| Атлет                         | 1 | 2 | 3 | Загалом |
| ----------------------------- | - | - | - | ------- |
| Джефферсон Перес Еквадор      | 3 | 1 | 0 | 4       |
| Крістоф Гене НДР              | 3 | 0 | 1 | 4       |
| Джеред Теллент Австралія      | 2 | 0 | 2 | 4       |
| Рауль Гонсалес Мексика        | 3 | 0 | 0 | 3       |
| Карлос Мерсенаріо Мексика     | 3 | 0 | 0 | 3       |
| Хесус Анхель Гарсія Іспанія   | 1 | 2 | 0 | 3       |
| Ернесто Канто Мексика         | 1 | 2 | 0 | 3       |
| Гартвіґ Ґаудер НДР            | 1 | 2 | 0 | 3       |
| Михайло Щенніков СРСР / Росія | 1 | 2 | 0 | 3       |
| Карл-Гайнц Штадтмюллер НДР    | 1 | 1 | 1 | 3       |
| Цай Цзелінь КНР               | 0 | 3 | 0 | 3       |

### Жінки
| Атлетка                 | 1 | 2 | 3 | Загалом |
| ----------------------- | - | - | - | ------- |
| Олена Ніколаєва Росія   | 1 | 1 | 1 | 3       |
| Олімпіада Іванова Росія | 0 | 3 | 0 | 3       |

## Найбільша кількість участей
- Нижче перелічені спортсмени, які брали участь на 10 або більше першостях Кубку (командного чемпіонату) світу за всю історію змагань включно по першість 2018 року.

### Чоловіки
| Участі | Атлет                       | Роки виступів |
| ------ | --------------------------- | ------------- |
| 13     | Хесус Анхель Гарсія Іспанія | 1993-2018     |
| 12     | Золтан Цукор Угорщина       | 1987-2012     |
| 12     | Харольд ван Бек Нідерланди  | 1989-2012     |
| 11     | Бо Густафссон Швеція        | 1973-1997     |
| 11     | Аугусту Кардозу Португалія  | 1989-2012     |
| 11     | Жуан Вієйра Португалія      | 1995-2018     |
| 10     | Майк Гарві Австралія        | 1981-1999     |
| 10     | Дудаш Дьюла Угорщина        | 1989-2010     |

### Жінки
| Участі | Атлетка                   | Роки виступів |
| ------ | ------------------------- | ------------- |
| 12     | Крістіна Салтанович Литва | 1995-2018     |
| 11     | Сузана Фейтор Португалія  | 1993-2016     |
| 10     | Ільдіко Ієш Угорщина      | 1987-2006     |
| 10     | Грацієла Мендоса Мексика  | 1987-2008     |